# Anežka Meránská (1201)
Anežka Meránská (německy Agnes Marie von Andechs-Meranien, francouzsky Agnès de Méranie; 1180?, Andechs – 20. července 1201, Poissy) byla francouzská královna pocházející z jihoněmeckého hraběcího rodu Andechsů.

## Život
Narodila se jako páté z osmi děti meranského hraběte Bertolda a jeho druhé choti Anežky z dynastie Wettinů. Dne 1. června 1196 v Compiegne uzavřela sňatek s francouzským králem Filipem Augustem. Třicetiletý monarcha byl již dvakrát ženatý a druhé manželství s Ingeborg Dánskou stále trvalo. Sestra dánského krále se však Filipovi hned po svatební noci zprotivila, ba pociťoval k ní dokonce odpor. Rozvod novopečená královna odmítala a král ji nakonec ode dvora zapudil a i přes existenci zákonité manželky se po třech letech oženil s prý půvabnou Anežkou a snažil se získat od papeže povolení k rozvodu.
Roku 1198 se na svatý stolec dostal Inocenc III., který na skandální rodinné poměry francouzského krále zareagoval interdiktem, jenž přiměl Filipa k ochotě předložit celou věc koncilu, jehož verdikt přislíbil uznat. Koncil se konal v květnu 1201 v Soissons. Poté byla zpět ke dvoru povolána zapuzená Ingeborg a Anežka odešla na hrad v Poissy, kde při porodu syna Tristana v červenci 1201 zemřela. Byla pohřbena nejdříve v místním kostele a pak byly její ostatky přesunuty do benediktinského kláštera Saint-Corentin v Septeuil, který Filip téhož roku založil. Náhrobní kámen se nedochoval.
Anežka Meránská byla svými současníky popisována jako žena veliké krásy, která měla velký vliv na politická rozhodnutí svého manžela, což svědčí o jeho lásce a náklonnosti. Ze tří dětí přežila dcera Marie a syn Filip Hurepel, které papež 2. listopadu 1201 uznal královými dědici. Ovdovělý král se po Anežčině smrti snažil o anulování manželství s Ingeborg, použil dokonce prohlášení o impotenci způsobené magickými praktikami, ale neuspěl. Ironií osudu jej dánská princezna přežila o celých třináct let.